# 中沢みどり
中沢 みどり（なかざわ みどり、1964年10月31日 - ）は、日本の女性声優。神奈川県出身。所属はフリー。

## 人物
バオバブ学園（現ビジュアル・スペース俳優養成所）5期卒業。以前はぷろだくしょんバオバブに所属していた。

## 出演

### テレビアニメ
1988年
- シティーハンター2（ダンサーたち）

1989年
- おぼっちゃまくん（1989年 - 1991年、レジ係、生徒たち 他）
- 機動警察パトレイバー（女）
- ジャングル大帝（新）（1989年 - 1990年）
- 小さなアヒルの大きな愛の物語 あひるのクワック
- らんま1/2 熱闘編（女A、選手）

1990年
- アニメひみつの花園（ナタリー）
- 雲のように風のように
- 楽しいムーミン一家（1990年 - 1991年、子供C、トラ〈妻〉、子供A、ポンカー 他）
- 八百八町表裏 化粧師

1991年
- おにいさまへ…（生徒B）
- それいけ!アンパンマン（カッパちゃん〈初代〉）
- ドラえもん（テレビ朝日版第1期）（1991年 - 1997年、本山、女の子、女の子の母、女医、主婦、子供、キャッチャー、ミィちゃん〈4代目〉、生徒、ピッチャー、瀬高さん、女、ママの友人、ランナー、司会、受付嬢 他）

1992年
- クレヨンしんちゃん（1992年 - 1994年、窓口の女、娘B、ギャル、お銀〈初代〉、看護師B 他）
- ママは小学4年生（下坂村の男の子）

1993年
- クッキングパパ
- コボちゃん
- 忍たま乱太郎（二年生B）
- 熱血最強ゴウザウラー（ミーコ）
- ミラクル☆ガールズ（相手のピッチャー）

1994年
- しましまとらのしまじろう（1994年 - 1995年、小鳥ピィピィ、遊覧船、カンガルー母、子供C、TVのプン）
- メタルファイター・MIKU（星狼組）

1995年
- 愛と勇気のピッグガール とんでぶーりん（嵐山の母、おばあさん）
- ふしぎ遊戯（箕宿、大杉鈴乃）
- ぼのぼの（ボーズくん）
- ママはぽよぽよザウルスがお好き（未来の母）

### 劇場アニメ
- ドラミちゃん ミニドラSOS!!!（1989年、男の子たち）
- ドラミちゃん アララ♥少年山賊団!（1991年、腰元）
- ドラえもん のび太のねじ巻き都市冒険記（1997年、子供）

### OVA
- 無責任艦長タイラー（女性）

### ゲーム
- 妖獣戦記A.D.2048 真・説・序・章（ミサ）
- ホーンテッドカジノ（1996年、パメラ・ユニティー、シンディー・メロウ）
- スターオーシャン2 Second Evolution（1998年）
- STAR OCEAN THE SECOND STORY R（2023年）

### 吹き替え
- アルフ（ビデオの女）
- 狼女の香り
- カリフォルニア・ドリーム
- JM
- 13日の金曜日 ザ・シリーズ
- 私立探偵スペンサー
- 新スーパーマン
- ダイ・ハード（ルーシー・マクレーン）※フジテレビ版
- トップモデル諜報員 カバー・アップ（アシュレイ）
- トムとジェリーの大冒険（ドルーピー、トムの飼い主）
- ネバーエンディング・ストーリー 第2章 ※テレビ朝日版
- ハット・スクワッド 帽子の騎士たち
- ホーム・アローン（トレイシー・マカリスター〈センタ・モージズ〉）※フジテレビ版（日本語吹替完全版Blu-rayBOX収録）
- パワーレンジャー（スコルピーナ〈河合亜美〉〈初代〉、小学生）
- ピケット・フェンス ブロック捜査メモ
- 羊たちの沈黙（キャサリン）※テレビ朝日版
- リーサル・ウェポン

### ドラマCD
- 放課後のトム・ソーヤー（上泉桜子）
- U・BUU・BU（少年A）